# Oreoscaptor mizura
Oreoscaptor mizura is een zoogdier uit de familie van de mollen (Talpidae). De wetenschappelijke naam van de soort werd voor het eerst geldig gepubliceerd door Günther in 1880.

## Voorkomen
De soort komt voor in Japan.